# Phlaurocentrum
Phlaurocentrum is een geslacht van rechtvleugeligen uit de familie sabelsprinkhanen (Tettigoniidae). De wetenschappelijke naam van dit geslacht is voor het eerst geldig gepubliceerd in 1889 door Karsch.

## Soorten
Het geslacht Phlaurocentrum omvat de volgende soorten:
- Phlaurocentrum latevittatum Karsch, 1889
- Phlaurocentrum lobatum Ragge, 1962
- Phlaurocentrum maculatum Ragge, 1962
- Phlaurocentrum mecopodoides Karsch, 1891
- Phlaurocentrum tuberosum Ragge, 1962
- Phlaurocentrum turbatum Walker, 1869